# Les Ferdinand
Les Ferdinand, właśc. Leslie Ferdinand (ur. 8 grudnia 1966 w Londynie) – angielski piłkarz, grający na pozycji napastnika. Jest kuzynem Rio Ferdinanda i Antona Ferdinanda.
W Premier League rozegrał 403 spotkania i zdobył 170 bramek.